# 1877年の鉄道大ストライキ

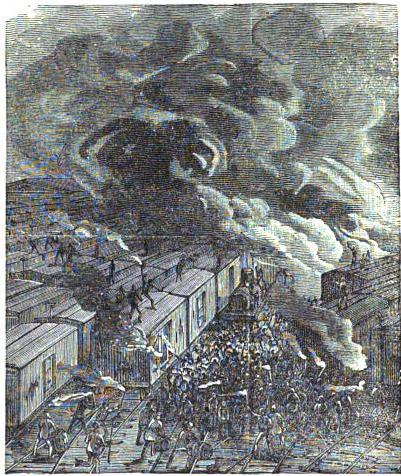
1877年の鉄道大ストライキ

1877年の鉄道大ストライキ（1877ねんのてつどうだいストライキ、英:Great Railroad Strike of 1877）は、アメリカ合衆国ウエストバージニア州マーティンズバーグで1877年7月14日に始まり、地元や州の民兵、さらには連邦軍に鎮圧されるまで45日間続いた鉄道労働者のストライキである。

## 1870年代の経済の状況
1873年にヨーロッパで「大不況」と呼ばれる深刻かつ大規模な経済不況が発生すると、アメリカ合衆国に対するこの沈滞の影響は、9月18日のジェイ・クック銀行の破綻という形で及んだ。クックは国内でも最大の投資銀行であり、ノーザン・パシフィック鉄道の大株主であり（同時に他の鉄道会社にも出資していた）、政府の戦時負債の大半を扱っていたので、その破綻は破壊的な影響を生んだ。これに影響されたアメリカ経済はあちこちで綻びが生じ、続いて崩壊した。クックの破綻から間もなくニューヨーク証券取引所は10日間取引を停止し、預金残高は底を突き、差押えと工場閉鎖が日常のものになって、他の銀行が破綻した。国内364の鉄道会社のうち、89社が破産したのを始め、1873年から1875年の間に18,000社が破産し、1876年までに失業率は14％にまでなり、雇用されている者も1年のうちに6ヶ月しか働けず、賃金は45％がカットされ、日給はおよそ1ドルという状況になった。この経済崩壊は現在1873年の恐慌と呼ばれている。
大衆は経済操作を誤ったユリシーズ・グラント大統領と連邦議会を非難し、特にグラントの通貨供給量を緊縮する金融政策を非難したが、現実にはその原因にもっと深い物があった。南北戦争の終了と共に、アメリカは熱狂的で無秩序な成長を経験し、特に鉄道産業には政府が大量の土地認可と助成金を与えていた。かくして国中で鉄道が過剰に建設され、銀行は預金を元手に過剰な鉄道への投資に走り、恐慌への下地を作っていたところに不況が及んだ。この不況から脱出するのは1878年から1879年までかかった。

## ストライキの理由
南北戦争が終わったときに鉄道建設ブームが続き、1866年から1873年の間に大西洋岸から太平洋岸まで、およそ35,000マイル (56,000 km)の新線が建設された。当時鉄道産業は農業を除けば第2の雇用者数を抱える産業となり、多額の資金を必要とし、それなりの金融リスクも包含していた。投機家は大量の資金を鉄道産業に投資し、異常な成長を見ると共に過大な拡張となった。クックの会社は他の多くの銀行と同様に、預金を不釣り合いな比率で鉄道に投資していたので、崩壊への道を歩んでいたと言っても良い。
ジェイ・クックが鉄道に直接資本を投入していたことに加え、この会社は連邦政府が鉄道建設に直接予算を充てる時の政府代理人にもなっていた。鉄道がまだ開発されていないあるいは住民が入っていない土地に建設される時には、政府だけが与えることのできる土地認可と貸金を必要とし、連邦政府の予算を確保するルートとしてジェイ・クックの会社を使っていたことは、クックの破産が国の経済に与えた影響をさらに悪いものにした。
1873年の恐慌に続いて、労働者と産業の指導者との間に激しい確執が拡がった。1877年までに賃金の10％がカットされ、資本家に対する不信と貧しい労働条件によって、列車を動かすことを妨げる多くの鉄道ストライキが発生した。この確執は不況が終わった1878年や1879年の後も長引き、結果的にその後の数十年間を特徴づける雇用不安という形で噴出し、アメリカにおける労働組合の誕生になった。
さらにサミュエル・ティルデンとラザフォード・ヘイズとの間で争われた1876年アメリカ合衆国大統領選挙では、一般投票でティルデンが明らかに勝っていたにも拘わらず、選挙人投票の結果は異議の出た票を除いて、ティルデン184票に対しヘイズ165票となり、ティルデンは憲法に定める過半数に達しなかった。このことで大統領の選出はアメリカ合衆国下院に委ねられたが、下院も結論を出せなかった。1877年1月29日、下院は15人の委員からなる選挙委員会を構成し当選者を決めさせる法案を可決した。両院のそれぞれから5名ずつの委員を選出し、残る5名は合衆国最高裁判所から選ばれた。トマス・アレクサンダー・スコット（ストライキの間に表面に出てきた）による調停のお陰もあって、委員会は議論の残っていた選挙人票20票を全てヘイズのものとした。このために国中の空気は暗いものとなり、ティルデンに投票したものは権利を奪われたように感じた。

## 経過

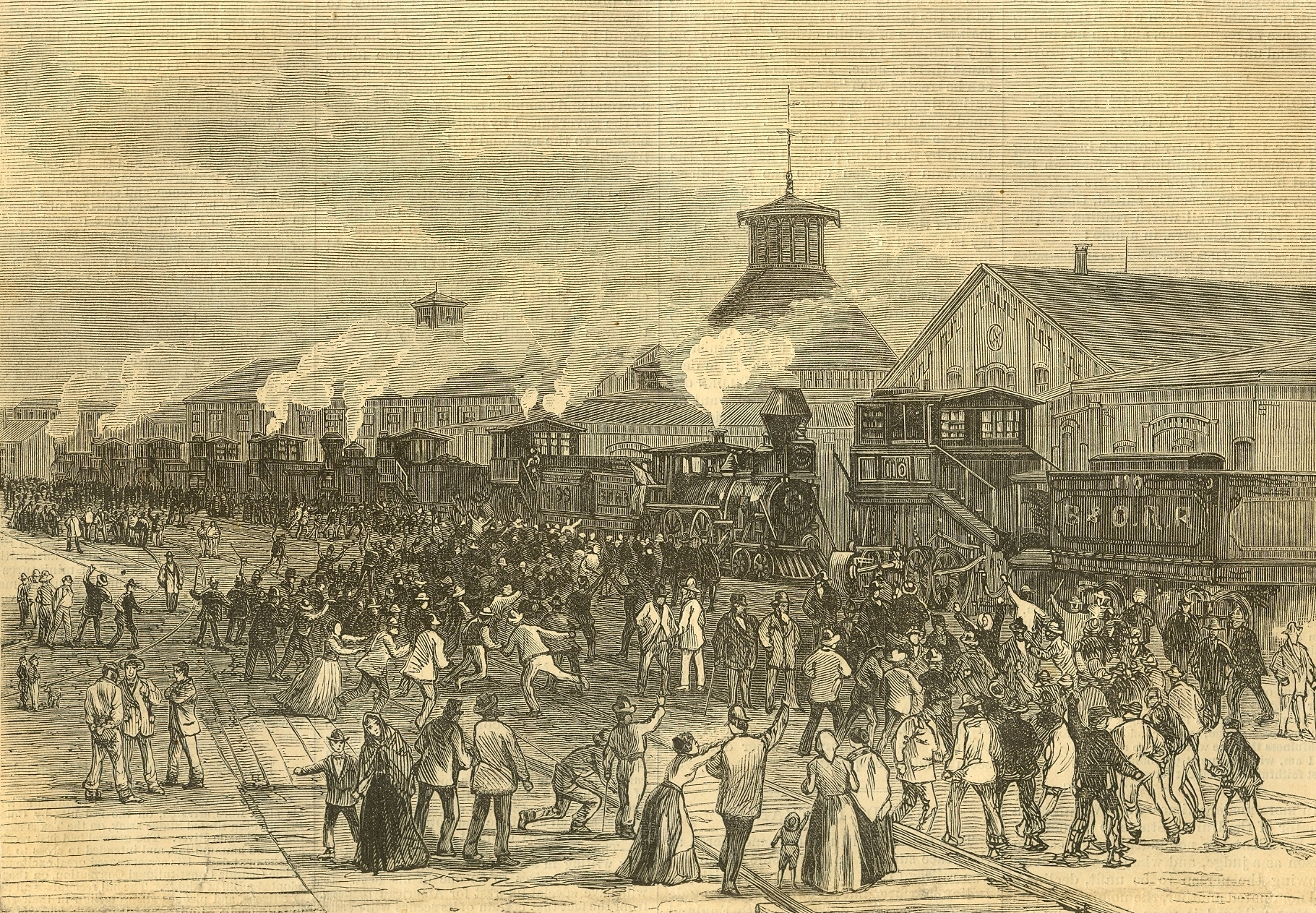
マーティンスバーグの機関車封鎖

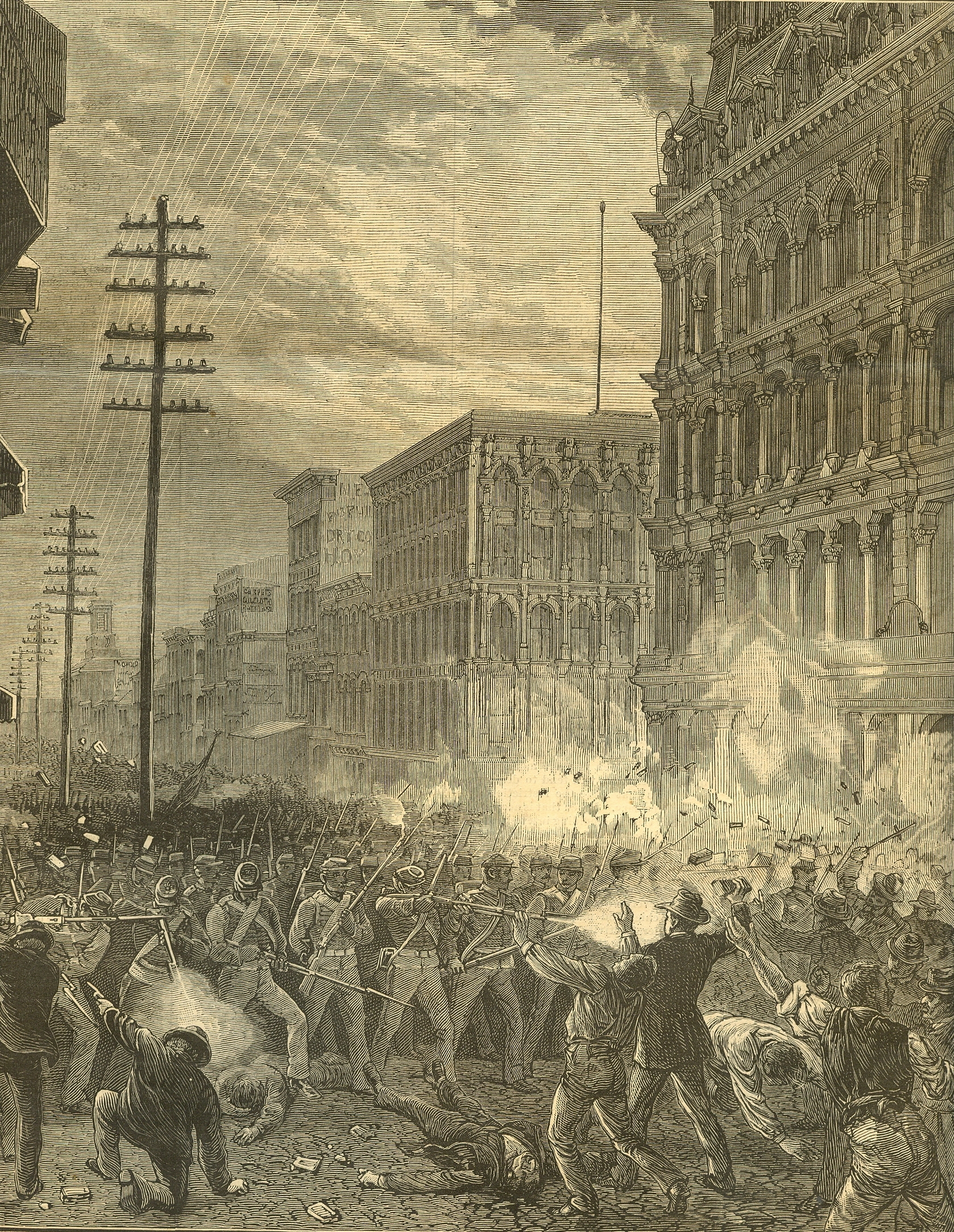
第6連隊がボルティモアを通って進む様子。

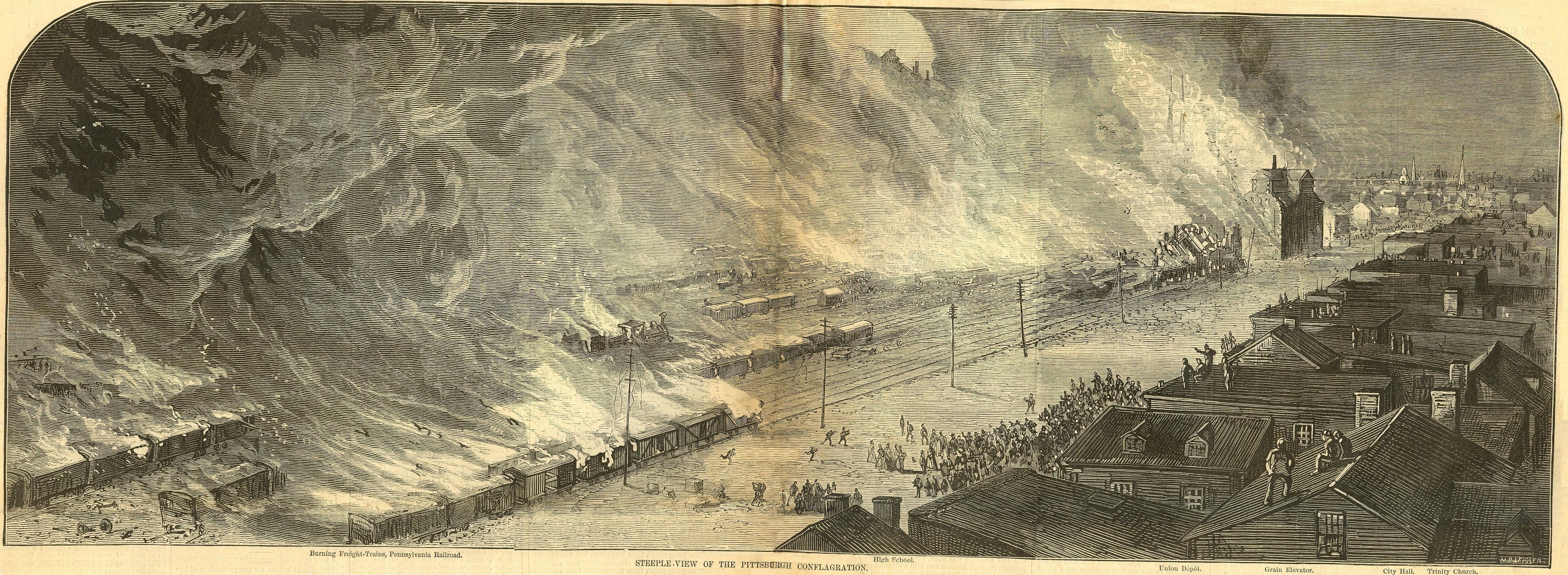
ペンシルバニア鉄道とピッツバーグの軍隊貯蔵所に放火した。

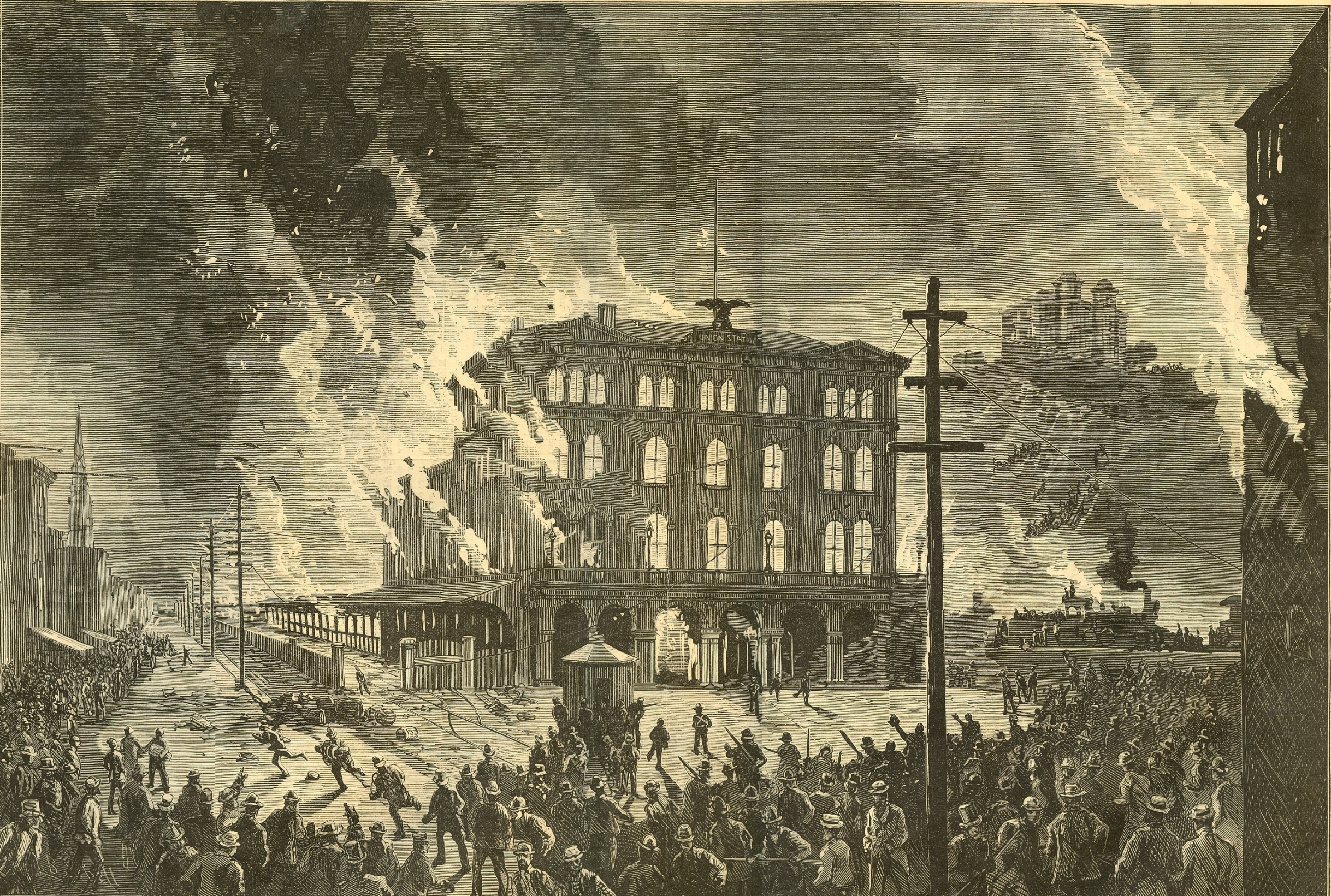
ピッツバーグの軍隊貯蔵所焼き討ち

1877年の鉄道大ストライキは、ボルティモア・オハイオ鉄道による1年間に2回目の賃金カットに反応する形で、7月14日にウエストバージニア州マーティンズバーグで始まった。ストライキに参加した労働者は、2回目の賃金カットが撤回されるまで、あらゆる列車の運行を認めなかった。政府は列車の運行を再開するために州兵を派遣したが、兵士達はストライキ実行中の労働者に武力を使うことを拒否したので、政府は連邦軍を招集した。一方、ストライキはボルティモアに拡がり、労働者とメリーランド州兵との間に市街戦が発生した。数で劣る連邦軍は攻撃する群衆に向かって発砲し、11人が殺され40人が負傷した。
ペンシルベニア州ピッツバーグでは最悪の暴力行為が起こった。ペンシルバニア鉄道のトマス・アレクサンダー・スコットはしばしば最初の泥棒男爵の一人と考えられており、ストライキに参加している労働者に対し「数日間ライフルの食事を与え、そのようなパンを好むかどうか見てみよう」と提案した。しかし地元の法執行官はストライキ参加者に発砲することを拒んだ。それでもスコットの要求は7月21日に通り、州兵が石を投げてくるストライキ参加者に銃剣と銃弾を使って20人を殺害し、29人を負傷させた。しかし、このことは暴動を鎮めるどころか、ストライキ参加者の行動に火を付けただけであり、暴徒は州兵を追って機関車庫に逃げ込ませてから放火したので、39棟の建物が延焼し、104両の機関車、1,245両の貨客車が破壊された。7月22日、州兵はストライキ参加者に攻撃を掛け、機関車庫から出ながら発砲し市内を出るまでに20人以上を殺害した。一ヶ月以上も暴動や流血沙汰が頻発した後で、ヘイズ大統領はストライキを終わらせるために連邦軍を派遣した。
300マイル東のフィラデルフィアでは、ストライキ参加者が地元の州兵と戦い、連邦軍が介入して暴動を鎮めるまでに市中心部に放火した。
このストライキはその後合衆国の中西部や西部に拡がり、残酷さや激しさを増した。7月21日、イリノイ州イーストセントルイスの不満を抱いた労働者があらゆる運航便を止め、市内はおよそ1週間ストライキ参加者に支配された。ストライキは結局、軍隊と、労働者達に鉄道の運行を妨害しないよう命令する差し止め命令の組み合わせで止められた。
7月24日、シカゴの鉄道は解雇された市民集団の怒れる暴徒が車両基地で騒動を引き起こし、ボルティモア・オハイオ鉄道とイリノイ・セントラル鉄道を止めてしまった。間もなく、デモ隊がブルーミントン、オーロラ、ピオリア、ディケーター、アーバナなどイリノイ州中の鉄道拠点を遮断することで、他の鉄道路線も動けなくなった。ブレイドウッド、ラサール、スプリングフィールドおよびカーボンデイルの炭田の石炭坑夫達も鉄道ストライキに同調してストライキを始めた。
シカゴでは労働者党がデモを組織し、2万人を集めた。シカゴ市長モンロー・ヒースは5,000人の自警団員に秩序を回復するよう要求し（部分的に成功した）、その後すぐに州兵と連邦軍が到着した。7月25日、警官と暴徒との間の暴力が発生し、翌日にはその最高潮に達した。このような警官と怒れる暴徒の流血を伴う対立は、ホールステッド通りの高架橋、16番街の近く、ホールステッドと12番街の角、およびキャナル通りで起こった。シカゴ・タイムズ紙の見出しは、「恐怖が支配。シカゴの通りは泥棒や殺し屋の吠え猛る暴徒で溢れている」と報じた。しかし最終的に秩序は回復され、20人近い男性や少年が死に、何十人もが負傷し、資産の被害は数百万ドルに上った。
ペンシルベニア州シャモキンでは、7月25日に1,000人の男性、少年、多くは炭坑坑夫がレディング鉄道操車場に行進し、いわゆる1877年のシャモキン暴動と呼ばれた。町当局が緊急公共事業で日給1ドルしか払わないと宣言したときに、彼らが操車場を襲った。炭坑を所有する市長は自警団を組織し、14人の市民が撃たれて、うち2人が死亡した。

## 責任の追及
このストライキとその反響は、当時の者から多くの要因に帰せられた。
- 外国人嫌い：ドイツ人やボヘミア人先導者が最も多く非難されたが、ある都市では他の少数民族も非難された。
- 怠け者：イリノイ州知事シェルビー・カロムは、「放浪者、元々怠け者がこれら全ての騒乱で中心要素であった」と述べ、その仮説は失業者はそれを選択したから失業者であり、仕事が不足したからではないとしていた。
- 共産主義：鉄道大ストライキは共産主義者の影響によると主張する者もいる。ニューヨーク・ワールド紙は「共産主義の悪魔の精神に支配された人々の手」を非難した。労働者党がヨーロッパを席捲するマルクス主義者と連係した社会主義者とすれば、この結合がなされたことを理解できる。しかし、労働者党はストライキの拡大を扇動するよりも、けしかけはしなかったことを注目すべきである。アラン・ピンカートンはその著書『ストライキ参加者、共産主義者、浮浪者と探偵』で、パリ・コミューンの支持者と当時のアメリカ労働者階級における高度の一過性のものとの組み合わせに動揺の責を求めていた。ストライキ参加者の多くはまだ組織化されていなかった。
- 1876年選挙問題：ペンシルバニア鉄道のトマス・スコットは、テキサス・パシフィック鉄道への投資失敗に連邦が緊急援助することと引き替えに、議論のあった議会の票をヘイズに与えるように手配した。この取引がヘイズをして連邦軍をストライキの吹き荒れた地域に送らせたのかどうかは明らかでなく、「交換条件」の可能性は論証できない。

## 経済上の損失
このストライキによって引き起こされた経済損失を完全に集計したものはないが、技師と消防士の組合はこの45日間のストライキでおよそ60万ドルの損失を出し、バーリントン鉄道の場合は少なくとも210万ドルの損失だった。
ピッツバーグでは、資産の損失が300万ドルに達すると見積もられており、シカゴ、ボルティモアおよび他の都市でも同程度の損失を被った。

## その後の労使関係に与えた影響
1877年の鉄道大ストライキの後で、組合の組織者は次の闘争を計画し、政治家や事業指導者はこのような混乱が再発しないような手段を採った。多くの州は共同謀議防止法を法制化した。各州は新しい州兵部隊を形成し、州兵武器庫が多くの都市で建設された。労働者と雇用者も似たり寄ったりで、ストライキは労働者が団結すれば旧弊に挑戦できることを示した。1877年のストライキを破るように命令されたピッツバーグのある州兵が指摘するように、労働者は「1つの精神、1つの目的」で衝き動かされており、「会社の権力を破壊するために如何なる手段に訴えても正当化される」と考えた。
こうしてこのストライキの後で、組合がうまく組織されるようになり、ストライキの数は増えた。1880年代には1万回近いストライキがあり、1886年には70万人の労働者がストライキに参加した。
事業指導者は予想されたように組合に対してより断固たる姿勢で臨んだ。それでも、またおそらくは、より断固たる姿勢の故に労働運動は成長を続けた。しかし、多くのアメリカ人は組合を他の大陸からの侵入者と見ており、ヨーロッパからの移民や共産主義と密接に結びつけられた。
1886年、平均労働時間を1日12時間から8時間に減らすことを目的とした全国ストライキがあり、34万人の労働者が全国12,000社を対象にストライキを打った。シカゴでは、警官がヘイマーケット広場での大規模労働者集会を解散させようとし、爆弾が警告なく爆発して1人の警官を殺した。警官が群衆に向けて発砲して1人を殺害し、多くを負傷させた。暴動を理由として、4人の労働者組織家が処刑された。
1893年から1894年に、厳しい不況の風が国中を吹き荒れ、プルマン・パレス・カー会社に対するものなど、アメリカ史の中でも最悪のストライキが行われた。厳しい賃金カットによって引き起こされたこのストライキは鉄道輸送を止め、軍隊とストライキ参加者の間の闘争は26州で繰り広げられた。
プルマン・ストライキは収まり、労働運動が明らかに敗者だったが、組合はその教訓から学び、1930年代にその力を回復し、1980年代にまでその強さを保った。

## 記念
ストライキが始まったボルティモア・オハイオ鉄道マーティンズバーグ工場は2003年に国定歴史建造物として宣言された。